# 2018 CB
2018 CB ist ein kleiner erdnaher Asteroid mit einem vermuteten mittleren Durchmesser zwischen 15 und 40 Metern. Er wird zur Gruppe der Apollo-Asteroiden gezählt. Dies sind Himmelskörper, deren Bahnen die Erdbahn kreuzen.
Der Asteroid wurde am 4. Februar 2018 im US-Bundesstaat Arizona mittels des Projekts Catalina Sky Survey entdeckt. Am 9. Februar 2018 um 23:03 Uhr MEZ passierte er die Erde im Abstand von 0,000431 AE (64.500 km). Diese Entfernung ist weniger als ein Fünftel der Strecke zwischen Erde und Mond. Die Geschwindigkeit bei der größten Annäherung wurde auf 7,275 km/s relativ zur Erde berechnet.
Laut dem NASA-Forscher Paul W. Chodas stellte der Asteroid 2018 CB keine Gefahr für die Erde dar:
„Asteroiden von dieser Größe kommen nicht oft so nah an unseren Planeten heran, vielleicht nur ein oder zweimal pro Jahr.“